# Nõva
Nõva (en estonien : Nõva vald, en suédois : Nuckö kommun) est une ancienne municipalité rurale d'Estonie située dans le comté de Lääne. Son chef-lieu était le village du même nom.

## Géographie

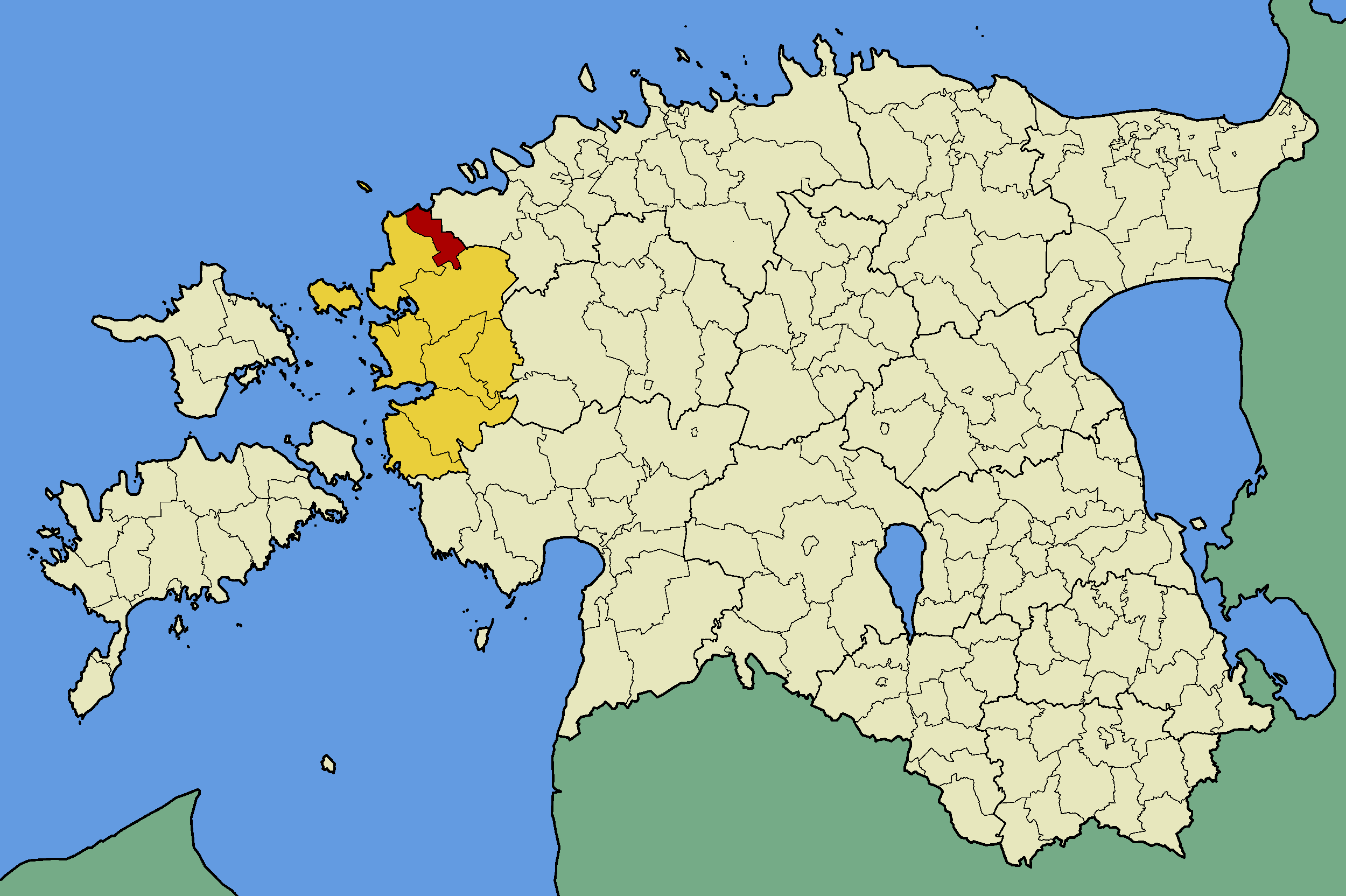
Ancienne commune de Nõva (rouge), dans le comté de Lääne (jaune).

Elle s'étendait sur 129,6 km2 au nord-ouest du comté de Lääne et possédait un petit littoral sur la mer Baltique au nord.
Elle comprenait les villages de Hindaste, Nõmmemaa, Nõva, Peraküla, Rannaküla, Tusari, Vaisi et Variku.

## Histoire
En octobre 2017, elle a fusionné avec la commune de Lääne-Nigula.

## Démographie
La population s'élevait à 381 habitants en 2012.